# Efrata (Siedlung)
Efrata (meist jedoch Efrat, hebräisch אפרת oder אפרתה) ist eine israelische Siedlung im Westjordanland. Sie gehört zum israelischen Bezirk Judäa und Samaria. Die Einwohnerzahl beträgt 11.825 (Stand: Januar 2022). Der Bürgermeister seit 2024 ist Dowi Schefler.

## Lage
Efrata liegt südlich von Jerusalem auf mehreren Hügeln des Judäischen Berglandes, die alle eigene Namen tragen, östlich des Highways 60, der die palästinensischen Ortschaften im Westjordanland verbindet. Sie liegt auf dem Gebiet des Siedlungsblocks Gusch Etzion, ist jedoch eine unabhängige Gemeinde.

## Geschichte
Efrata wurde 1980 gegründet und ist nach dem biblischen Efrata benannt, dem zweiten Namen für das nahegelegene Bethlehem (Genesis 35,19; Micha 5,1).
Ende 2010 zählte Efrata 7454 Einwohner,  1994 hatte die Siedlung 4650 Einwohner. Am 31. Dezember 2016 hatte der Ort 8658 Einwohner.
Im Dezember 2011 wurde bekannt, dass das Verteidigungsministerium den Bau eines neuen Ortsteils außerhalb der heutigen bebauten Zone Efratas genehmigt hat. Nach Fertigstellung der neuen Überbauung am nördlichen Rand von Efrata in Givat Hadagan, wenige Hundert Meter vom Dheisheh-Flüchtlingslager entfernt, für die 40 Einfamilienhäuser vorgesehen sind, werden die israelischen Siedlungen im nördlichen Gusch Etzion Block direkt an Bethlehems südliche Außenquartiere angrenzen. Daneben wurde in Givat Eitam die Errichtung einer 1700-Dunam-Farm genehmigt, die eine zukünftige Ausbreitung von Efrata mit 2500 geplanten neuen Wohneinheiten gewährleisten soll. Bereits kurz zuvor waren in Efrata auf einem weiteren Hügel der Bau neuer Wohnbauten genehmigt worden.
2016 wurden mehrere Palästinenser von der Palästinensischen Autonomiebehörde verhaftet, weil sie auf Einladung von Bürgermeister Oded Revivi am jüdischen Laubhüttenfest teilgenommen haben. 2017 wurde die Einladung von etwa 30 Palästinensern aus verschiedenen Ortschaften wahrgenommen. Ihre Identität wurde aus Furcht vor Repressalien durch die PA geheim gehalten.
Ein palästinensischer Jugendlicher hat am 16. September 2018 nahe der Gusch-Etzion-Kreuzung den Israeli Ari Fuld (45 Jahre) mit einem Messer erstochen. Das Opfer lebte in Efrata und ist Vater von vier Kindern.
Donald Trumps Friedensplan von 2020 sah die Angliederung Efratas an Israel vor. Der Plan wurde jedoch von der Palästinensischen Autonomiebehörde unter Mahmud Abbas abgelehnt.

## Einwohner
Das israelische Zentralbüro für Statistik gibt bei den Volkszählungen vom 4. Juni 1983, 4. November 1995 und vom 28. Dezember 2008 für Efrata folgende Einwohnerzahlen an:
| Jahr der Volkszählung | 1983 | 1995  | 2008  |
| Anzahl der Einwohner  | 207  | 5.300 | 8.167 |

## Rechtliche Fragen
Nach einem Bericht der israelischen Organisation Schalom Achschaw (engl. “Peace Now”, dt. “Frieden Jetzt”) von 2006, der auf geleakter Information unbekannten Alters basiert, befänden sich 29,34 % des Landes, auf dem die Stadt errichtet wurde, in palästinensischem Privatbesitz. 
Der Bericht wird vom Committee for Accuracy in Middle East Reporting in America (CAMERA) als „äußerst tendenziös“ kritisiert, weil das Alter der Daten unbekannt ist und die Quellen wie auch die Ergebnisse fragwürdig sind. Laut israelischem Recht darf auf öffentlichem Land gebaut werden.
Die Soziologin, Friedensaktivistin und EU-Außenbeauftragte Catherine Ashton hat 2011 die Siedlungspläne der israelischen Regierung in der Nähe von Bethlehem als „inakzeptabel“ kritisiert. Die israelischen Siedlungen seien „gemäss dem Völkerrecht illegal“, Israelische Regierungen sind anderer Auffassung. Laut dem israelischen Ministerium für Auswärtige Angelegenheiten werden Siedlungen nur auf staatlichem, also öffentlichem Land und nicht auf privatem Land gebaut.